# Caspar Ett
Pour les articles homonymes, voir Ett.
Caspar Ett (ou Kaspar Ett), né le 5 juillet 1788 à Eresing, mort le 16 mai 1847 à Munich, est un organiste et compositeur bavarois.

## Œuvres
- Haec dies
- Pange lingua - Tantum ergo
- Ave maris stella
- Missa quadragesimalis
- Ave vivans hostia
- Laudate dominum
- Cantica Sacra
- Iste confessor Jesu
- redemptor omnium
- Prope est
- Requiem
- Dziesma sv. Jāzepa godam.